# Яковенко Олександр Михайлович
Яковенко Олександр Михайлович — радянський і український режисер, сценарист, журналіст. Член Національної спілки кінематографістів України.

## Біографія
Народився 30 травня 1929 року у м. Пологи Запорізької області в родині службовця. 
Учасник Другої світової війни. 
Закінчив Київське залізничне училище № 1 (1944—1946) та Київський педагогічний інститут ім. М. Горького (1955). 
З 1959 по 1961 рр. — редактор «УРЕ» (автор статей з літератури і педагогіки).
Працював на студії «Київнаукфільм».

## Фільмографія
Створив близько 100 кіно- та відеофільмів:
- «Трихінілоз» (1988, відзначений Дипломом фестивалю «Агро-пром-89», ЧСР, Ністру),
- «Хто захистить бджолу» (1990),
- «Лікувальне садівництво» (1991),
- «На передньому краєві ветеринарної науки» (1991),
- «Сортовипробування України» (1992),
- «Класична чума свиней» (1992, авт. сцен.),
- «Зелений щит України» (1994),
- «Багатства України» (1998) та ін., де виступав як сценарист і режисер.

## Нагороди
- Лауреат Всесоюзних та Міжнародних кінофестивалей (за стрічки «Прохідний щит», 1970, «Прохідні комбайни», 1972, «Механізовані прохідницькі комплекси», 1975, «Кіножурнал № 7», 1976).